# Dean Prentice
Dean Sutherland Prentice (Schumacher, Ontario, 1932. október 5. – Cambridge, Ontario, 2019. november 2.) kanadai jégkorongozó.

## Pályafutása
1950 és 1977 között volt aktív jégkorongozó. Az NHL-ben 1952 és 1974 között játszott öt csapatban, összesen 1378 alkalommal. A New York Rangers színeiben 11, a Boston Bruins-szel és a Detroit Red Wings-szel négy-négy, a Pittsburgh Penguins csapatával két, a Minnesota North Stars-szal három idényen át játszott az NHL-ben.